# سامر هیل (ایلینوی)
سامر هیل (به انگلیسی: Summer Hill) یک منطقهٔ مسکونی در ایالات متحده آمریکا است که در ایلینوی واقع شده‌است. سامر هیل ۲۵۰ نفر جمعیت دارد.